# Exetastes adpressorius
Exetastes adpressorius là một loài tò vò trong họ Ichneumonidae.